# Crook (County Durham)
Crook (Crook Market Town) ist ein Markt im County Durham, England.
Die Marktgemeinde mit ca. 13.500 Einwohnern liegt ungefähr 16 km südwestlich von Durham und befindet sich ein paar Kilometer nördlich vom Fluss Wear, an der A690 von Durham.
Crook hat ein bekanntes Fußballteam – Crook Town A.F.C.

## Bildung
Die „Primary School“ in Crook ist seit Oktober 2011 Comenius-Partnerschule. Als Schulpartner wurden die Grund- und Mittelschule Altomünster (Bayern) und die „école primaire“ in Flesselles (Frankreich) erklärt. Zum Thema wurde „Healthy Active Citizens Across Europe“ gewählt. Dies betrifft das Leben des gesunden aktiven Bürgers in den Kommunen mit ihren Unterschieden und Gemeinsamkeiten im Schulalltag, in der Freizeitgestaltung, in den täglichen Abläufen, aber auch im Familienleben, den Ernährungsgewohnheiten und den sportlichen Vorlieben und Angeboten in den Heimatgemeinden.

## Söhne und Töchter des Ortes
- Jack Greenwell (1884–1942), Fußballspieler und -trainer
- Bill Rowe (1931–1992), Tontechniker
- Roy Stephenson (1932–2000), Fußballspieler
- Brian Foster (* 1954), Teilchenphysiker

## Galerie

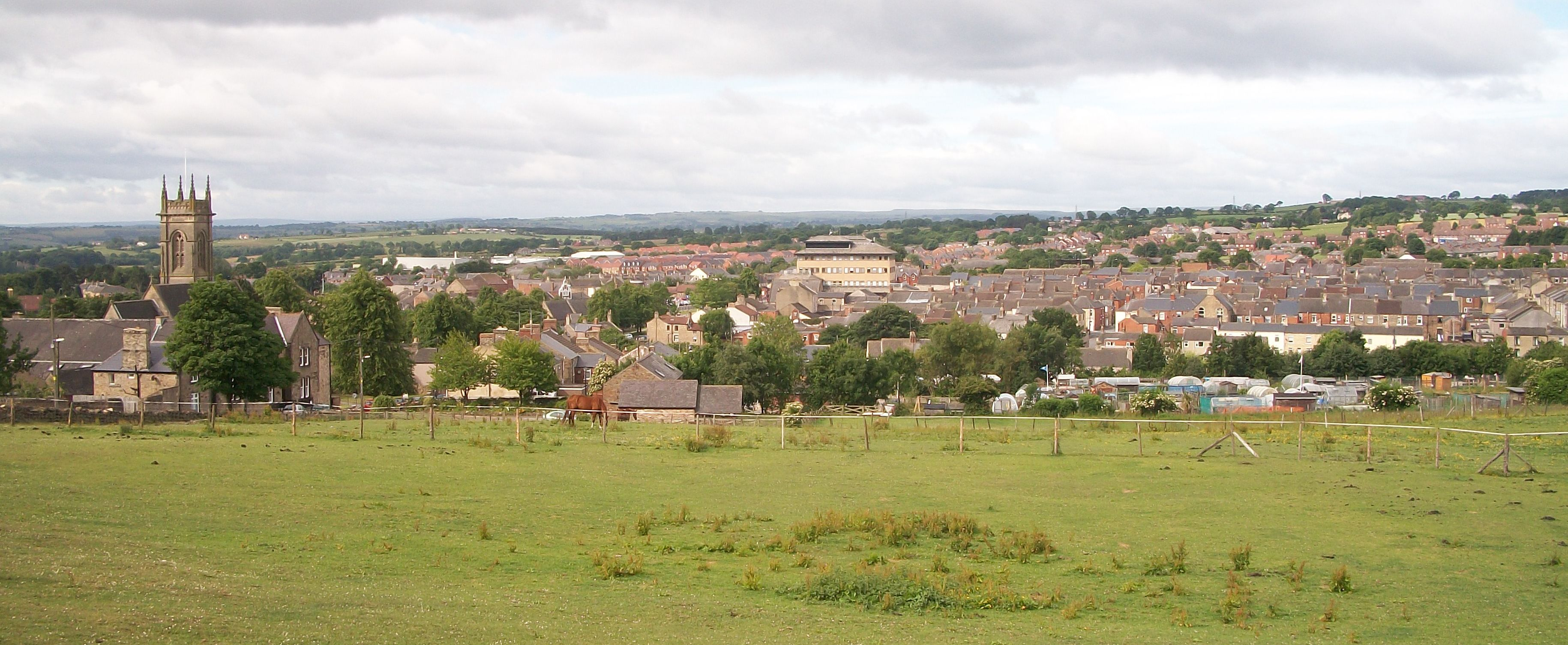
Panoramablick
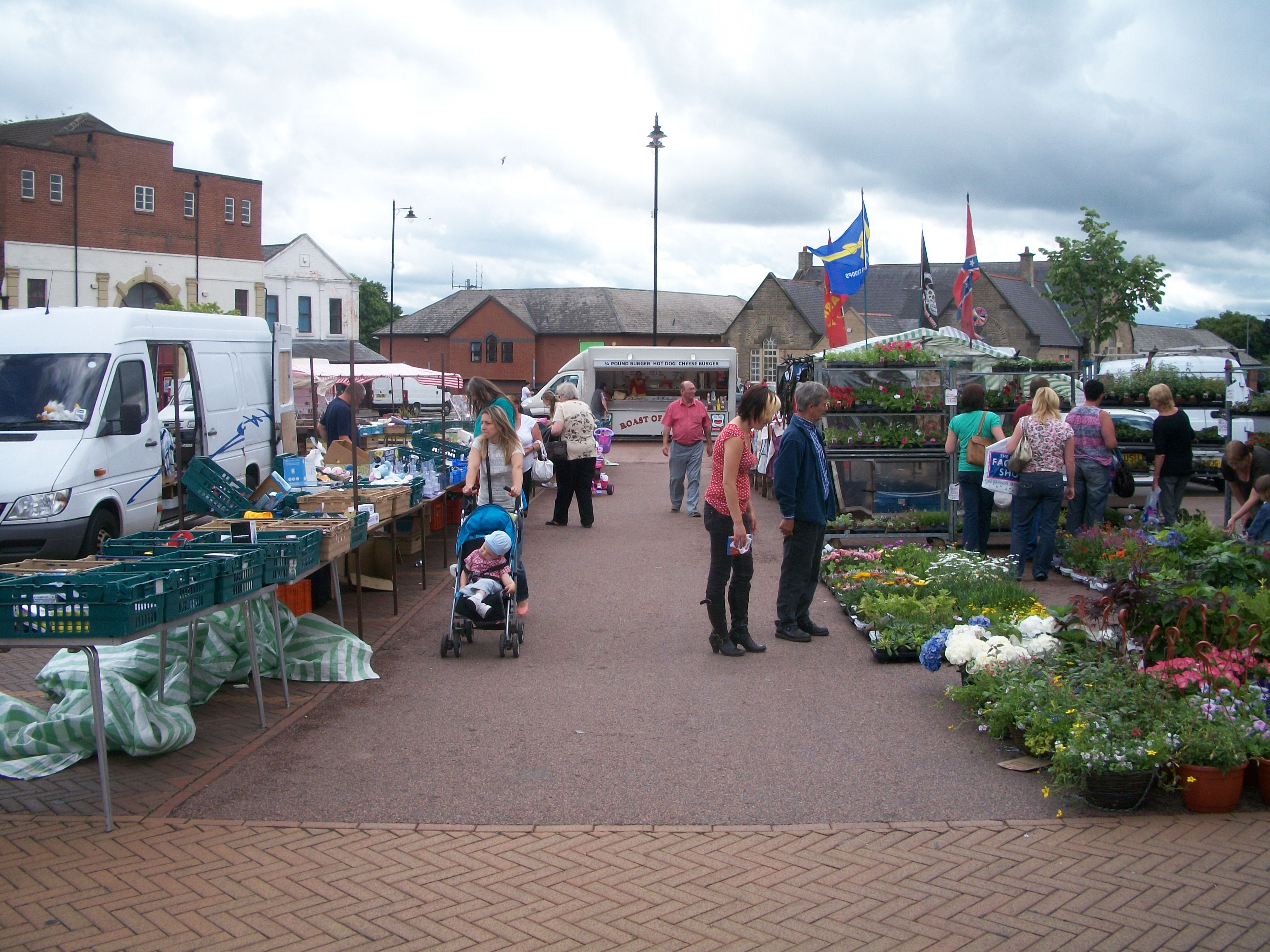
Crook Markt
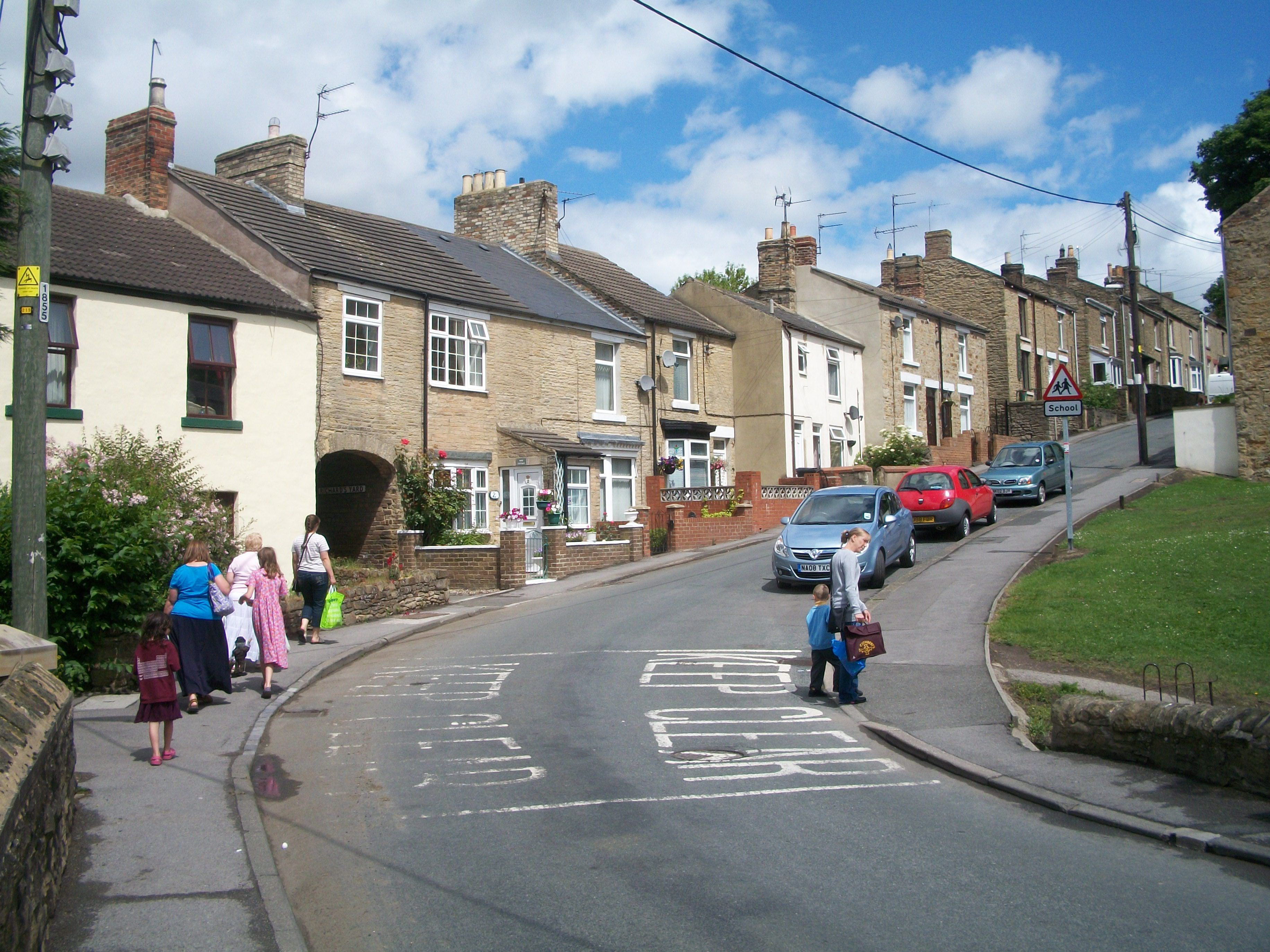
Blick zum Kirchberg
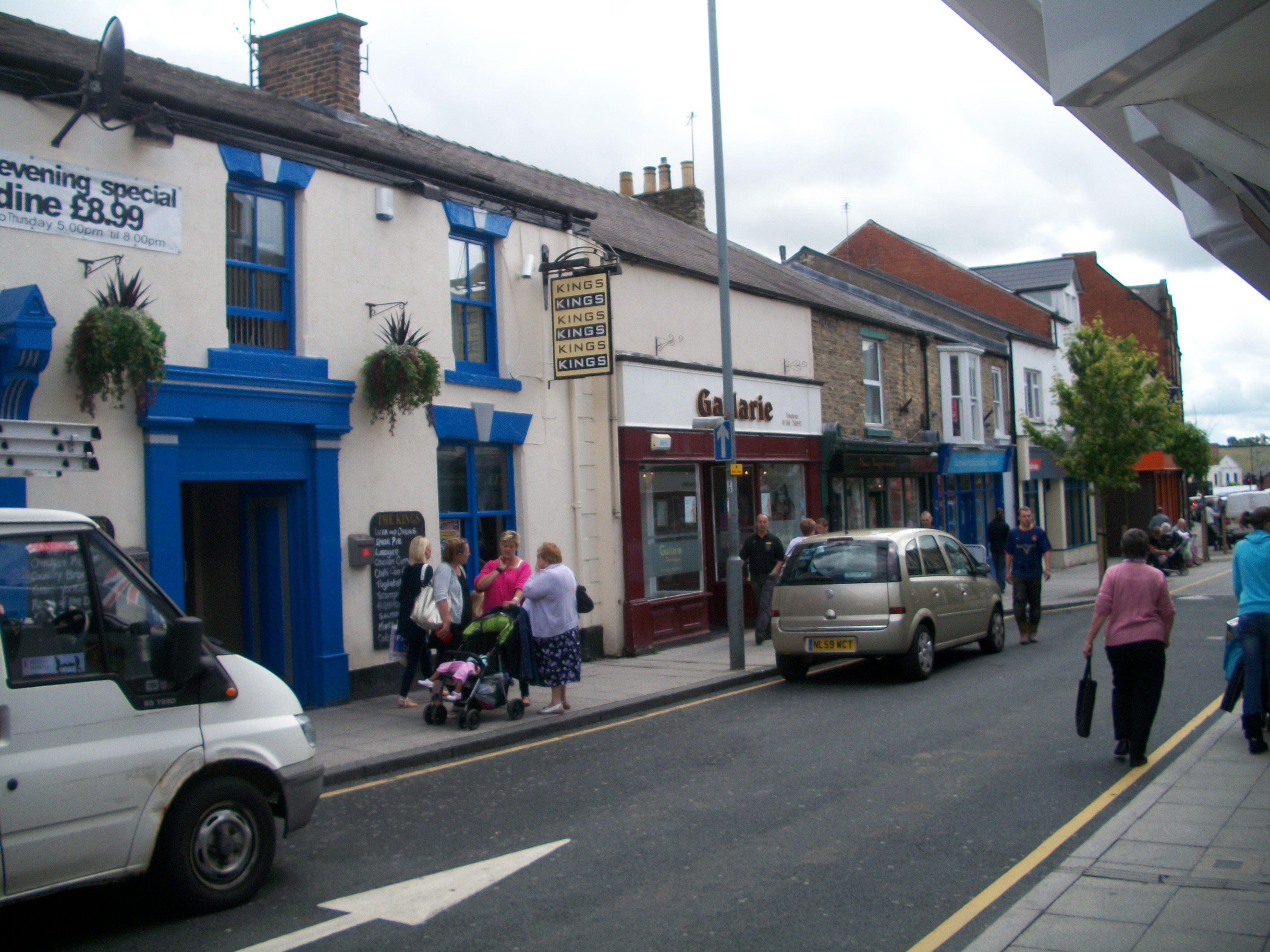
Hope Street